# 40 år i folkparkens tjänst
40 år i folkparkens tjänst är ett samlingsalbum från 2013 av Wizex., med nyinspelningar. Albumet utgavs i samband med bandets 40-årsjubileum.

## Låtlista
1. Miss Decibel (Lasse Holm, Gert Lengstrand)
2. Djupa vatten  (Lars Diedricson, Ulf Georgsson)
3. Det vackraste som finns (Det vakreste som fins) (Rolf Løvland, Jan Teigen, Danne Stråhed)
4. Alla vill till himmelen (Måns Asplund, Jason Diakité)
5. Mjölnarens Iréne (Åke Gerhard, Leon Landgren)
6. När vi rör varann (Sometimes When We Touch) (Dan Hill, Ingela Forsman)
7. Tio mil kvar till Korpilombolo  (Agnetha Fältskog, Björn Ulvaeus, Peter Himmelstrand)
8. Har du glömt (Jan Askerlind, Conny Modig)
9. En vagabond (Johan Langer, Jan Askerlind)
10. Fredagskväll i parken (Sara Varga, Lars Hägglund)
11. Jag är född till att skratta och le (Born with a Smile on my Face) (Roger Holman, Simon May, Lars Hagelin, Tommy Stjernfeldt)
12. Det är dej jag väntar på (Det' lige det) (Søren Bundgaard, Danne Stråhed)
13. Som en sång (Lasse Holm, Monica Forsberg)
14. Du förgyller mitt liv (Precious to Me) (Philip Seymour, Eric Iversen)
15. Skicka SMS (Sara Varga, Lars Hägglund)
16. Vägen hem (Karl-Gerhard Lundkvist)
17. Tusen och en natt (Lars Diedricson, Gert Lengstrand)
18. Jag kan se en ängel (Johnny Thunqvist, Kaj Svenling)

## Listplaceringar
| Lista (2013) | Topplacering |
| ------------ | ------------ |
| Sverige      | 14           |

### Fotnoter
1. ↑  ”40 år i folkparkens tjänst”. Svensk mediedatabas. 6 mars 2013. http://smdb.kb.se/catalog/id/002950867. Läst 11 oktober 2014.
2. ↑  ”Wizex firar fyrtio år med jubileumsskiva”. Kristianstadsbladet. 26 september 2013. Arkiverad från originalet den 19 oktober 2014. https://web.archive.org/web/20141019021250/http://www.kristianstadsbladet.se/noje/article1984942/Wizex-firar-fyrtio-ar-med-jubileumsskiva.html. Läst 11 oktober 2014.
3. ↑  ”40 år i folkparkens tjänst”. Swedishcharts. 6 mars 2013. http://swedishcharts.com/showitem.asp?interpret=Wizex&titel=40+%E5r+i+folkparkens+tj%E4nst&cat=a. Läst 11 oktober 2014.